# Centurión (Uruguay)
Centurión es una localidad uruguaya del departamento de Cerro Largo.

## Ubicación
La localidad se encuentra situada en la zona este del departamento de Cerro Largo, sobre la ruta 7 y próximo al Paso del Centurión sobre el río Yaguarón, límite con Brasil. En Paso del Centurión, en marzo de 1817, las fuerzas portuguesas comandadas por Couto Brandao emboscaron y derrotaron a un cuerpo de caballería de Artigas.

## Población
De acuerdo al censo de 2011, la localidad contaba con una población de 35 habitantes.
| 35            |
| (Fuente: INE) |